# Consuelo Varela Bueno
Consuelo Varela Bueno est une historienne espagnole née le 9 décembre 1945 à Grenade en Andalousie. Elle est spécialisée dans l'Histoire de l'Amérique et dans Christophe Colomb.

## Biographie
Elle réalise sa thèse de premier cycle à l'université de Séville en 1984 et son doctorat en 1986.
Depuis 1990 elle est professeure-chercheuse à l'École des études hispano-américaines (EEHA) de Séville, dépendant du Conseil supérieur de la recherche scientifique, dont elle est la directrice entre 1993 et 2000. Elle se spécialise dans Christophe Colomb, dans les premières années de la découverte de l'Amérique et dans les voyages espagnols à travers le Pacifique.
Elle dirige également l'Alcazar de Séville, devenant ainsi la première femme à occuper ce poste. Sur la proposition du maire de Séville, Alfredo Sánchez Monteseirín, elle reçoit la médaille d'honneur de la ville en 2009.
Dans le cadre de son activité d'enseignement, elle donne des cours et des séminaires dans de nombreuses universités espagnoles et étrangères.
Elle est également membre du comité de rédaction de plusieurs publications dont la Revista de Indias et la collection de monographie Biblioteca Americana à Madrid, ainisi que le Colonial Latin American Review basé à Washington aux États-Unis.

## Principales œuvres

### Livres
- (es) Colón y los florentinos, Madrid, Alianza Editorial, 1988, 171 p. (ISBN 84-206-4222-3).
- (es) Cristóbal Colón : retrato de un hombre, Alianza Editorial, 1992 (ISBN 84-206-9644-7).
- (es) Americo Vespucci, Roma-Caracas, 1999.
- (es) Brevísima relación de la Destruyción de las Indias, Madrid, 2000.
- (es) Cristóbal Colón : de corsario a almirante, Barcelone, Lunwerg, 2005, 248 p. (ISBN 84-9785-210-9).
- (es) La caída de Cristóbal Colón : el juicio de Bobadilla, Ediciones de Historia, 2006, 270 p. (ISBN 978-84-96467-28-6, lire en ligne).
- (es) Cristóbal Colón y la construcción de un mundo nuevo. Estudios, 1983-2008, République dominicaine, Archives générales de la nation, 2010, 641 p. (ISBN 978-9945-020-98-4).

### Articles
- (es) « Colón en Jamaica. La carta de 1504 », Oriente e Occidente tra Medioevo ed Etá Moderna. Sutdi in onore di Geo Pistarino, Genève,‎ 1997.
- (en) « Francisco de Miranda y sus libros. De España a Jamaica (1771-1783) », Entre Puebla y Sevilla. Homenaje a J. Antonio Calderón, Séville,‎ 1997.
- (es) « O Controllo das Rotas do Bacalhau nos séculos XV e XVI », Oceanos, Lisbonne, vol. 1,‎ 2001.
- (es) « El taller historiográfico colombino », Estudios de Humanismo y Tradición Clásica, Université de León, vol. 1,‎ 2003.
- (es) « La imagen de Colón en los cronistas », Grafías del imaginario. Representaciones culturales en España y América (siglos XVI-XVIII), E. Vila et C. A. González,‎ 2003.
- (es) « El Cristóbal Colón de Washington Irving », Washington Irving en Andalucía, Fondation Lara, Séville, Antonio Garnica,‎ 2003.
- (it) « Alcune considerazioni su Cristoforo Colombo nella poesia italiana des XVI secolo », Descubrir el Levante por el Poniente, Cagliari, Convegno Internazionale di Studi, L. Gallinari,‎ 2003.